# Kadov (okres Žďár nad Sázavou)
Kadov (německy Kadau) je obec v okrese Žďár nad Sázavou v Kraji Vysočina. Žije zde 161 obyvatel. Kadovem protéká řeka Fryšávka.

## Historie
Obec Kadov byla založena ve 2. polovině 17. století jako dělnická kolonie v blízkosti vysoké peci a huti založené Františkem Maxmiliánem Kratzerem. Ovšem již v roce 1486 je v bystřické městské knize zmiňován Mikeš Kadauský a v roce 1500 se při dělení pernštejnského majetku Vilémem z Pernštejna objevuje osada Kadov, kterou se dodnes nepodařilo přesně situovat. První písemná zmínka, o níž můžeme s určitostí říci, že se týká dnešního Kadova, tak pochází až z roku 1666. Později byl v obci přistavěn panský mlýn s pilou, který sloužil také pro obce Blatiny, Samotín a Tři Studně.
Největšího rozmachu se obec dočkala v 19. století, kdy zdejší železárny patřily k největším na Moravě. Pro místní železárny pracovaly hamry ve Vříšti, Křižánkách a Líšné. Nejznámějšími výrobky místních dílen jsou kadovské litinové kříže, které lze i v dnešní době nalézt na hřbitovech v okolí. Roku 1875 železárny zanikly a Kadov tak výrazně ztratil na významu.
| Rok            | 1869 | 1880 | 1890 | 1900 | 1910 | 1921 | 1930 | 1950 | 1961 | 1970 | 1980 | 1991 | 2001 |
| Počet obyvatel | 431  | 382  | 357  | 344  | 379  | 339  | 362  | 214  | 170  | 162  | 157  | 124  | 126  |

## Pamětihodnosti
- Silniční most přes Fryšávku
- Vodní mlýn
- Dům čp. 24
- Roubená stodola

## Galerie

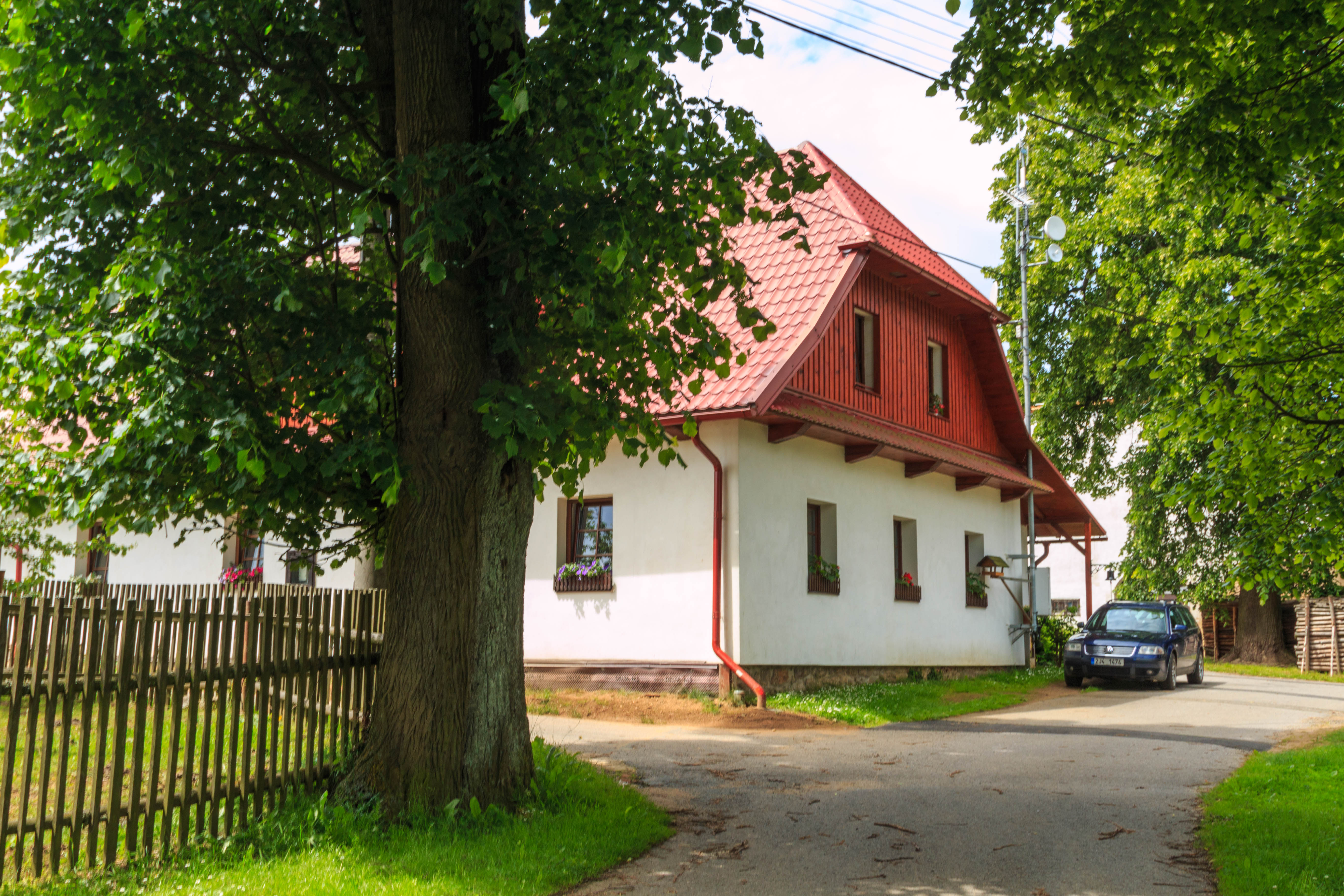
Čp. 18
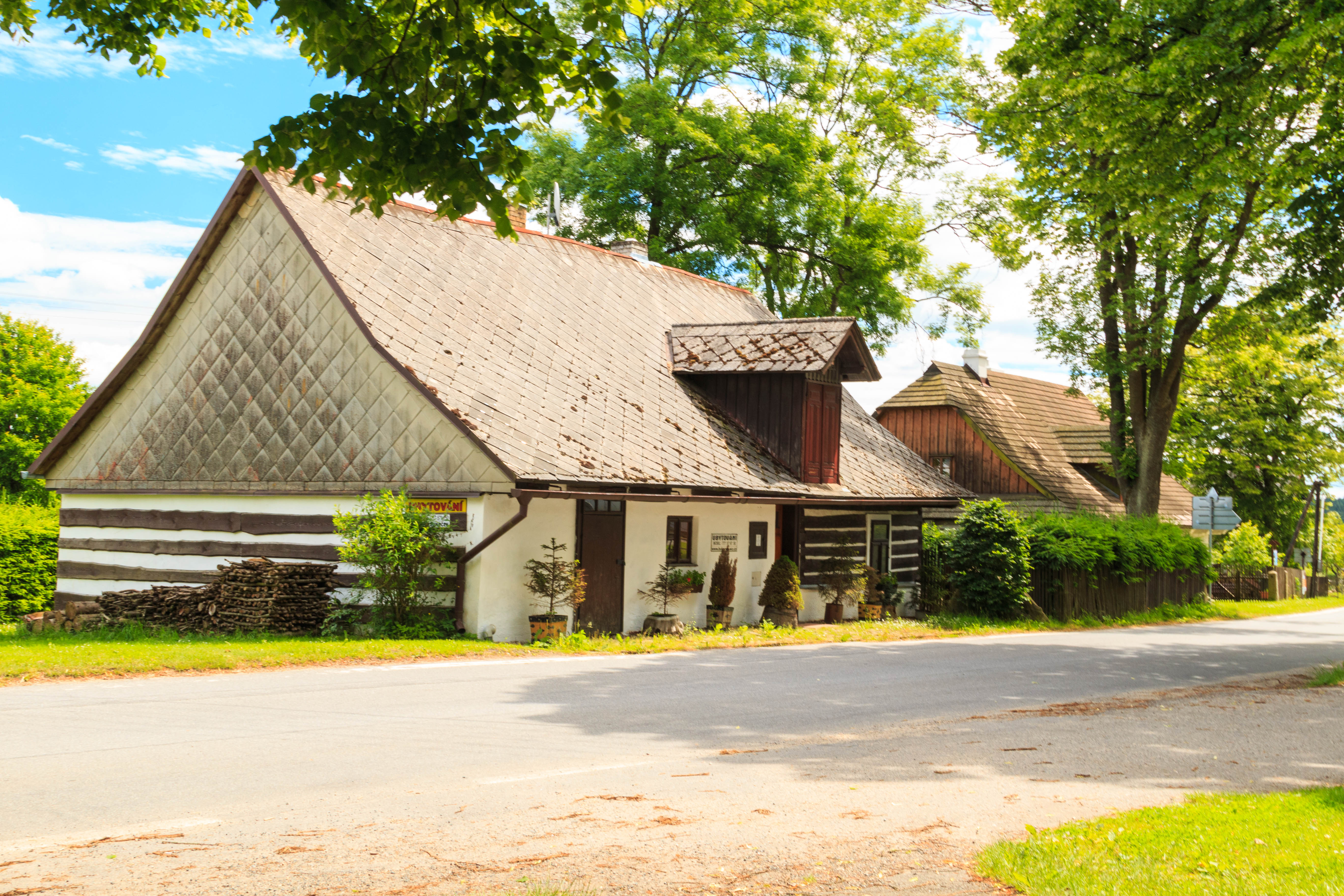
Čp. 15
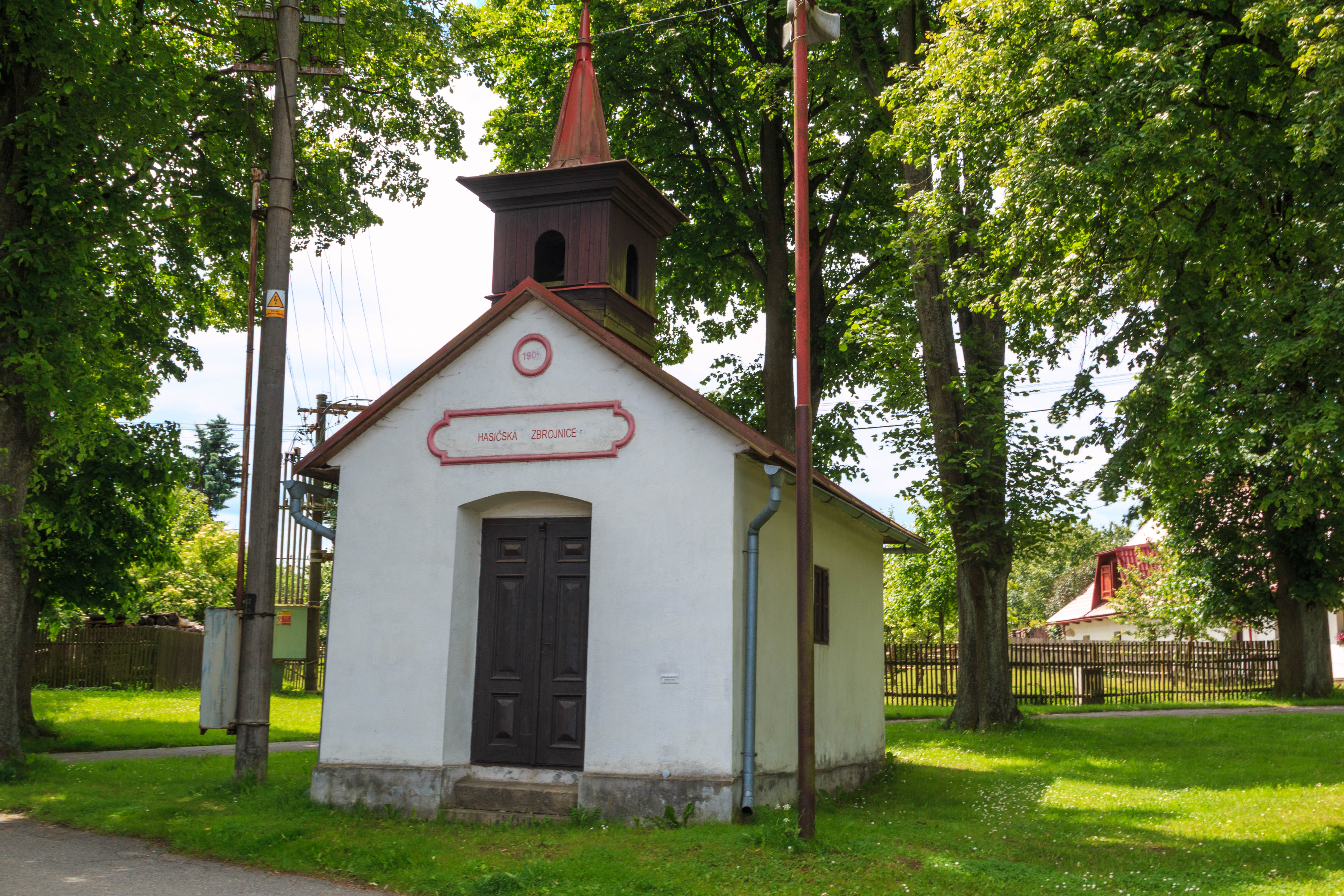
Kaple
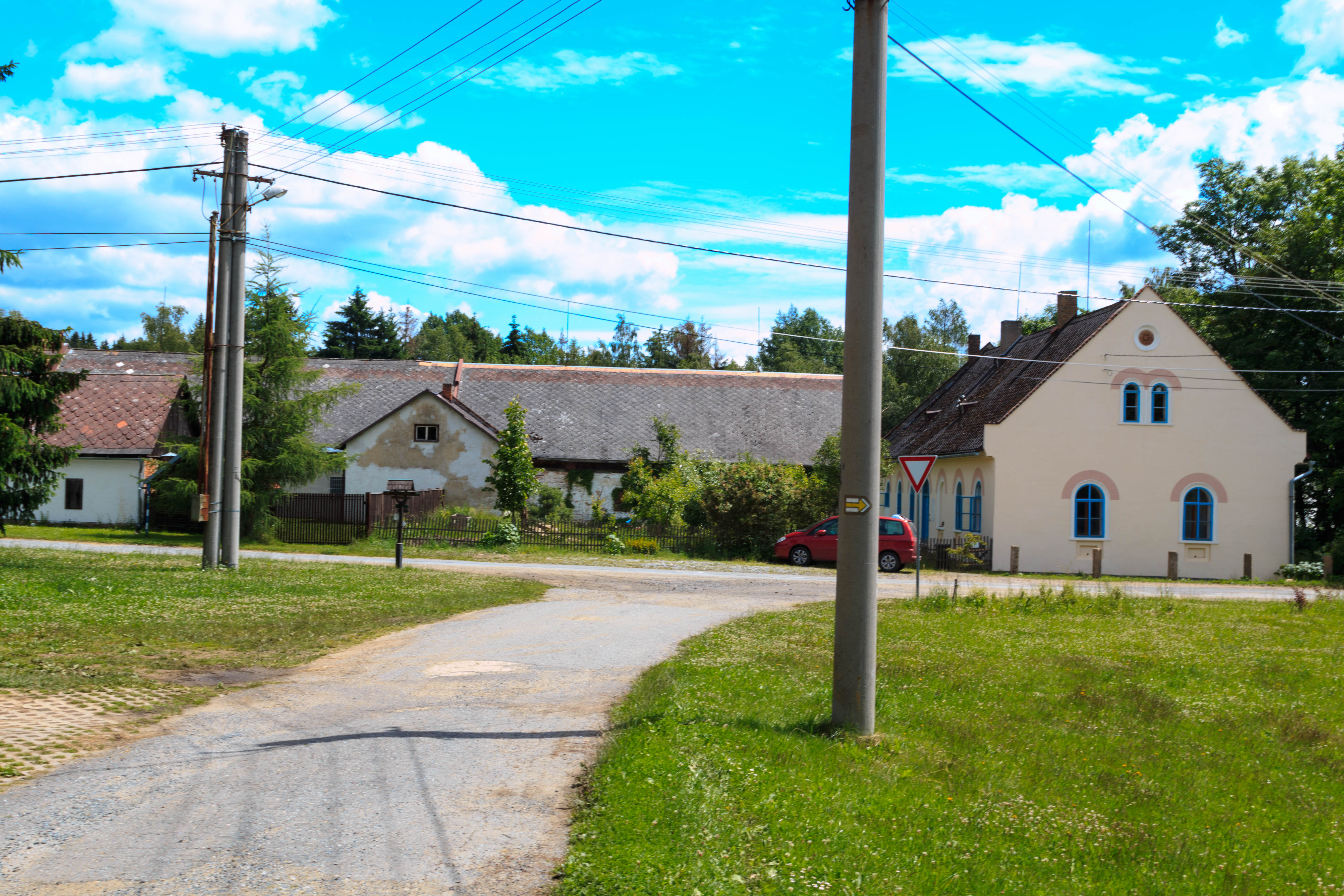
Statek